# Carlile Aylmer Macartney
Carlile Aylmer Macartney (24 de enero de 1895–18 de junio de 1978) fue un historiador británico, especializado en el estudio de Europa Central y Hungría.

## Biografía
Nació el 24 de enero de 1895. Combatiente en la Primera Guerra Mundial, fue un historiador británico que escribió diversos estudios en el marco en la historia e Europa Central y de Hungría. Fue elegido miembro de la Academia Británica en 1965, además llegaría a ser nombrado miembro correspondiente de la Austríaca y la Húngara. Falleció en 1978.

## Obra
Entre sus publicaciones se encuentran:
Autor
- The Social Revolution in Austria (1926).[5]
- The Magyars in the Ninth Century (1931).[6]
- Hungary (1934).[7]
- National States and National Minorities (1934).[8]
- Hungary and Her Successors: The Treaty of Trianon and Its Consequences, 1919-1937 (1937).[9][10]
- Studies on the Earliest Hungarian Historical Sources (siete volúmenes, 1938-1951).[11][12][13]
- October fifteenth: A history of modern Hungary, 1929-1945 (1953).[14][15]
- The Medieval Hungarian Historians (1953).[16]
- A History of Hungary, 1929-1945 (1956).[17]
- Maria Theresa and the House of Austria (1969).[11]
- The Habsburg Empire, 1790-1918 (1969).[18]

Editor
- The Habsburg and Hohenzollern Dynasties in the Seventeenth and Eighteenth Centuries (1970).[19]